# Plusia juncta
Plusia juncta là một loài bướm đêm trong họ Noctuidae.